# 馬吉爾·卡多索 (足球教練)
何塞·馬吉爾·阿澤維多·卡多索（1972年05月28—）是一名葡萄牙籍足球教練。馬吉爾·卡多索於1995年從大學畢業，他的專業是體育運動，主修足球，並於1998年獲得葡萄牙波爾圖大學運動科學與體育學院的運動科學碩士學位。
卡多索曾與若爾熱·科斯塔（Jorge Costa）、帕西恩西亚、卡華路和保羅·豐塞卡等教練一起工作。

## 职业生涯
卡多索在波爾圖青年隊開始了他的教練生涯，同時還在他的家鄉Trofa附近的波爾圖郊區之一所學校教體育。
在波爾圖的9年中，卡多索幾乎執教了所有年齡段的球隊，並在俱樂部的2隊中擔任4年的健身教練和助理教練。
卡多索在2004/2005賽季開始闖蕩職業聯賽，在葡萄牙俱樂部C.F. Os Belenenses"擔任助理教練。在接下來的10年裡，卡多索都在高水平足球隊擔任助理教練，在葡萄牙布拉加足球俱樂部工作期間，卡多索豐富了自己的職業生涯，為進一步成為主教練做準備。
在布拉加足球俱樂部，卡多索幫助俱樂部取得了最高的體育榮譽，在2009/2010賽季獲得葡萄牙聯賽的第二名，並在接下來的賽季成為歐洲聯賽的決賽選手，此前他們第一次參加了歐洲冠軍聯賽小組賽。
2013年4月，卡多索接受了頓涅茨克礦工足球俱樂部的邀請，加入俱樂部，並擔任了俱樂部專業學院技術協調的領導角色，同時也是U21隊的主教練。這一時刻標誌著卡多索職業生涯邁出了新的一步，同時也是俱樂部學院的一個新時刻。
卡多索除了母語是葡萄牙語外，還精通英語、法語和西班牙語，他還有機會在自己的語言庫中增加一門語言，從而豐富了自己的教練語言庫。
在卡多索的技術指導下，頓涅茨克礦工足球俱樂部職業學院進入了一個成功的新時代，最顯著的表現就是在2014/2015賽季進入了歐洲青年冠軍聯賽決賽。
2016/2017賽季伊始，卡多索成為礦工隊第一隊的助理教練，與主教練保羅·豐塞卡合作，後來成為烏克蘭的冠軍和烏克蘭盃的冠軍。
2017年6月12日，卡多索被任命接替盧卡斯的職務，執掌葡萄牙里奧艾維足球俱樂部俱樂部。
2017年8月，卡多索被授予"月度最佳教練"稱號。
在2017/2018賽季，卡多索首次擔任職業足球主教練期間，帶領Rio Ave在"葡萄牙足球超級聯賽"獲得第五名並獲得歐洲聯賽的資格，這給此項在俱樂部歷史上只發生過一次的壯舉帶來更多的價值。 在卡多索的帶領下，這項壯舉打破了俱樂部的紀錄，打破了51分的紀錄，高質量的足球從早期就被認可和稱讚，並在整個賽季中始終如一地展示。
2018年6月13日，卡多索被任命為法甲球隊南特隊的主教練，但僅僅四個月之後，他就於2018年10月1日離開了俱樂部，儘管得到了球迷的大力支持。
2018年11月12日，在俱樂部解雇了安東尼奧 · 穆罕默德之後，卡多佐接管了皇家维戈塞尔塔俱乐部。
2019年5月28日，卡多佐被任命为希腊超级联赛球队AEK雅典足球俱乐部的主教练，合同为期两年。8月25日，他仅执教了四场比赛后就被解雇，这是他十二个月内第三次被解雇。